# Hija Predilecta de la Iglesia
Hija predilecta de la Iglesia es una locución empleada históricamente en el Catolicismo para designar al Reino de España en reconocimiento de su labor misionera de «evangelizadora de la mitad del orbe» así como por su defensa de la Fe.

## Antecedentes

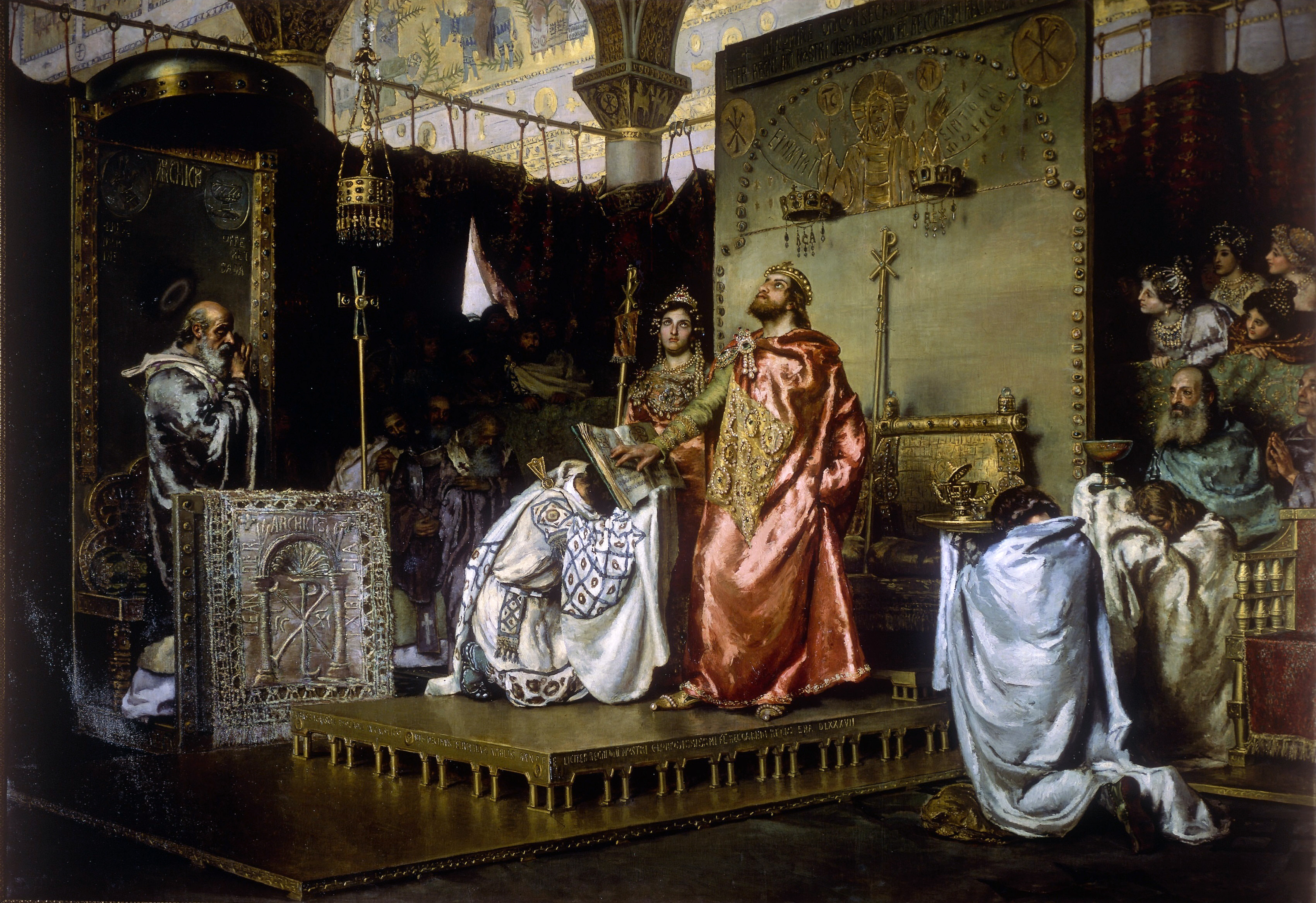
La conversión de Recaredo, cuadro de Antonio Muñoz Degrain (1888).

España abraza el Cristianismo niceano con la conversión, acuciada por San Hermenegildo, del rey visigodo Recaredo I en el año 587 y formalizada con el III Concilio de Toledo en el año 589, en el cual abjuran la herejía arriana la nobleza y clero visigodos. Este hecho lleva a cabo la unificación religiosa entre visigodos e hispanorromanos, quedando así sellada la unidad espiritual y territorial del Reino Visigodo de Hispania.
Francia adopta el Cristianismo niceano con el Bautismo del rey franco Clodoveo I en el año 496, por lo que le vale la consideración histórica de Hija Primogénita de la Iglesia, siendo Clodoveo el primer monarca germánico en abrazar la Fe.

## Historia

### Tierra de María
Según la tradición cristiana, la Santísima Virgen María se apareció en carne mortal al Apóstol Santiago el Mayor en el año 40 en Cesaraugusta para alentarle a continuar su misión de predicación en Hispania. En el lugar de la primera aparición mariana de la Historia, se levanta hoy una basílica barroca que recuerda ese momento: Nuestra Señora del Pilar.

### Reconquista

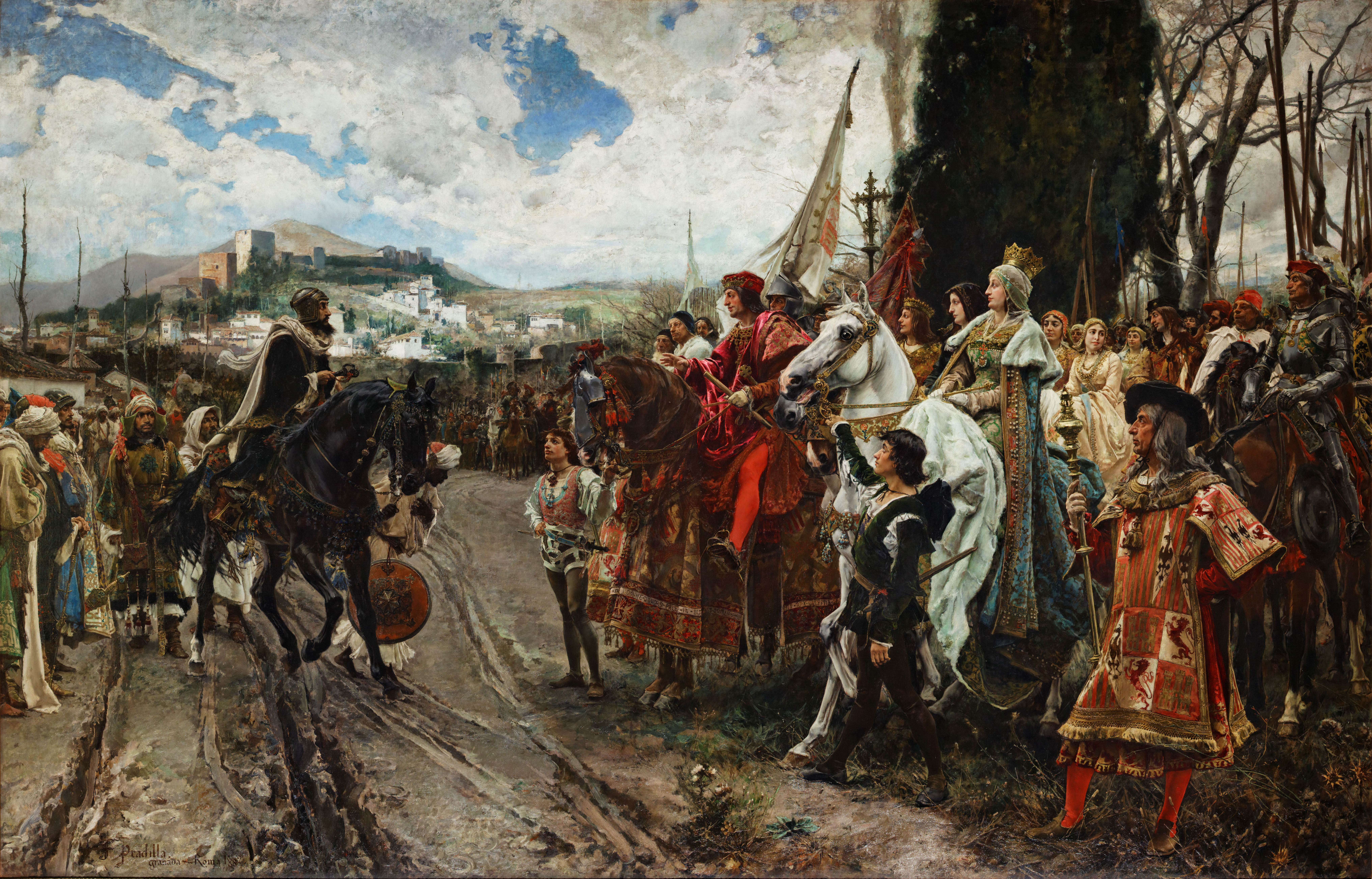
La rendición de Granada, obra de Francisco Pradilla, representa la entrega de las llaves de la ciudad de Granada por el rey musulmán Boabdil a la reina Isabel I de Castilla y al rey Fernando II de Aragón.

La Hispania misionada por el Apóstol Santiago es invadida por los musulmanes en el año 711, instaurando en 726 el valiato de al-Ándalus.
El comienzo de la Reconquista se marca en el Reino visigodo de Asturias con la batalla de Covadonga (718 o 722), la primera victoria conocida de las fuerzas militares cristianas desde la invasión sarracena de 711. En esa pequeña batalla, un grupo liderado por el noble Don Pelayo derrotó a tropas musulmanas en las montañas de la cordillera cantábrica.
Uno de los momentos más importantes de la Reconquista acontece en Las Navas de Tolosa en 1212. En esta batalla, tropas castellanas de Alfonso VIII de Castilla, aragonesas de Pedro II de Aragón, navarras de Sancho VII de Navarra así como voluntarios del Reino de León, del Reino de Portugal y de las órdenes religiosas militares - Santiago, Calatrava, Hospital y Temple - infligen una decisiva derrota al ejército numéricamente superior del califa almohade Muhammad al-Nasir en las inmediaciones de la localidad jienense de Santa Elena. 
El proceso de la Reconquista terminó con la toma del emirato de Granada, el último estado musulmán en la península, en 1492. La conquista y caída fue precedida por las Capitulaciones de Granada o Tratado de Granada (1491). 

### Monarquía Universal

#### Los Reyes Católicos
«En el rincón sudoccidental del Occidente, allá donde terminaban los confines geográficos del orbe antiguo, un puñado de pueblos capitaneados por Castilla constituía cierta Cristiandad menor y de reserva, arisca y fronteriza, que se llamó las Españas, tensas en el combate diario contra la amenaza constante del Islam».

Los reyes Fernando II de Aragón y su esposa Isabel I de Castilla fueron los primeros monarcas en ser llamados «Reyes Católicos» y «Reyes de España». El título de «Reyes Católicos de las Españas» fue concedido oficialmente por Alejandro VI a favor de Fernando e Isabel en la bula Si convenit, expedida el 19 de diciembre de 1496. 
El papado fundamentó su concesión del título en las siguientes causas fundamentales:
1. Las virtudes personales que poseían ambos Reyes manifestadas en la unificación, pacificación y robustecimiento de sus reinos.
2. La reconquista de Granada de manos del islam.
3. La expulsión de los judíos en 1492.
4. La liberación de los Estados Pontificios y del feudo papal del reino de Nápoles invadidos por el rey Carlos VIII de Francia.
5. Los esfuerzos realizados y los proyectos para llevar la guerra a los infieles en África.

El papa León X, en la bula Pacificus et aeternum, de 1 de abril de 1517, concedió el mismo título de Rey Católico al rey y emperador Carlos I de España, quedando incorporado al uso diplomático y de las cancillerías. 

#### Evangelización en la Nueva España
España ganó para la Iglesia el nuevo mundo. El descubrimiento de América y su posterior evangelización por la Monarquía Hispánica marcan el principio de un proceso histórico que implicó mediante la predicación, enseñanza e implantación de la Fe católica en los territorios de la Nueva España y la transmisión de la cultura occidental.
Las órdenes religiosas y las Leyes de Indias fomentan la conversión (véase por ejemplo las Misiones Jesuíticas) así como la regulación de la vida social, educativa (véase por ejemplo la Real y Pontificia Universidad de Santo Tomás de Aquino (Santo Domingo) así como la Real Universidad de Lima), política y económica de los territorios americanos pertenecientes a la Monarquía Hispánica.

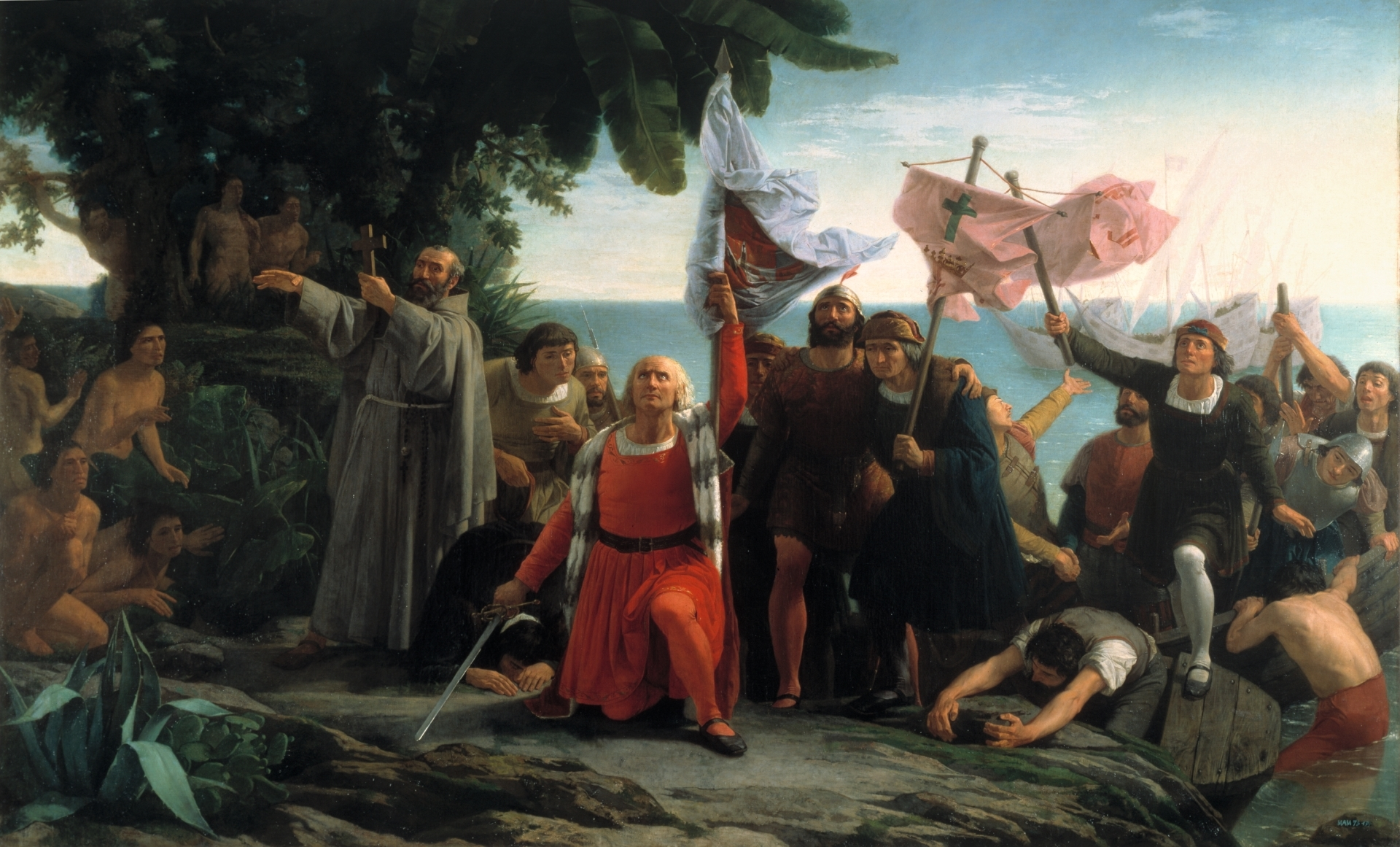
La llegada de los españoles al Nuevo Mundo en 1492. Pintura de Dióscoro Puebla, Exposición Nacional (1862).

Mediante el Breve Inter caetera de 1493 suscrito por el Papa Alejandro VI, se otorgó a los Reyes Católicos (Isabel de Castilla y Fernándo de Aragón), en pago a sus servicios y a su fidelidad a la Iglesia católica la autorización y facultades necesarias para evangelizar a los habitantes de las tierras descubiertas por Cristóbal Colón apenas un año antes.
A partir de 1493, los papas Alejandro VI, Adriano VI y Julio II y Pablo III emitieron las bulas Eximiae devotionis, Romanus Pontifex, Dudum siquidem, Universalis Eclesiae, Sublimis Deus y Omnímoda, mediante las cuales les concedieron los territorios, les encargaron la evangelización de los habitantes indígenas que en ellos moraban, prohibiendo que fueran esclavizados a la vez que determinaron ciertos derechos y obligaciones de la Corona.
El 25 de abril de 1521 el Papa León X concedió la bula Alias Felicis que autorizó a las órdenes mendicantes realizar la tarea misional en los nuevos territorios. Al año siguiente, el 9 de mayo de 1522, su sucesor Adriano VI, reiteró con la bula Exponi Nobis Fecisti al rey Carlos I la autoridad mendicante de la administración de sacramentos (bautizo, matrimonio, comunión y confesión) en donde no hubiera obispos a menos de dos jornadas de distancia del sitio misional.
La evangelización en la Nueva España no fue tarea fácil, especialmente en los primeros años, cuando aún estaban arraigadas las costumbres prehispánicas religiosas. La aparición en 1531 de Nuestra Señora la Virgen de Guadalupe tuvo un papel decisivo en la evangelización del Virreinato de Nueva España.

#### La Santa Inquisición
La Inquisición española o Tribunal del Santo Oficio de la Inquisición fue una institución fundada en 1478 por los Reyes Católicos para mantener la ortodoxia católica en sus reinos. La Inquisición, como tribunal eclesiástico, solo tenía competencia sobre cristianos bautizados.
Al tomar posesión del Nuevo Mundo, Paulo III, pontífice de Roma, sugirió a Carlos I establecer el Santo Oficio de la Inquisición en América, pero las guerras en que el emperador estaba enfrascado impidieron realizar su objetivo. Abdicó Carlos I en su hijo Felipe II, quien durante los primeros años siguió la política de su padre, pero pudo instituir el Santo Oficio en Nueva España hacia 1571.
La revolución de Rafael de Riego, que dio origen al Trienio Liberal, suprimió definitivamente la Inquisición en marzo de 1820, siendo sus últimas labores la persecución de los liberales contrarios a Fernando VII. En América se fomentó la Leyenda Negra de la Inquisición Española, teniendo en los relatos de sentenciados fuente de referencia.

#### Universitas Christiana
Desde comienzos del siglo XVI las concepciones tradicionales del ser humano y su relación con Dios y con el mundo se habían visto sacudidas por la aparición del humanismo, por la reforma protestante y por los nuevos descubrimientos geográficos y sus consecuencias. El advenimiento de la Edad Moderna supuso un cambio importante en el concepto del hombre en sociedad. La Escuela de Salamanca abordó estos problemas desde nuevos puntos de vista.
Francisco de Vitoria, Domingo de Soto, Luis de Alcalá, Martín de Azpilcueta (o Azpilicueta), Tomás de Mercado o Francisco Suárez, todos ellos iusnaturalistas y moralistas, son los fundadores de una escuela de teólogos y juristas que realizó la tarea de reconciliar la doctrina tomista con el nuevo orden social y económico.
La Contrarreforma impulsada por el Catolicismo con el Concilio de Trento para combatir la herejía en la que había caído media Europa con el Protestantismo, pretende la unidad religiosa en Europa y la defensa del cristianismo frente a las amenazas de protestantes y El Turco. Precisamente, se impulsan la contrarrevolución cultural (véase por ejemplo el Barroco) y campañas militares (véase la Liga Santa y la Batalla de Lepanto) tanto por el emperador Carlos V como por su hijo Felipe II de España, haciendo de España la guardiana de la Europa Cristiana.

La defensa del Catolicismo a ultranza de Felipe II contrasta con el París bien vale una Misa del hugonote Enrique IV de Francia. A Felipe II se le atribuye la siguiente frase:    
Prefiero perder todos mis dominios y cien vidas, si las tuviese, porque no quiero ser nunca rey de herejes

### El Dogma de la Inmaculada Concepción

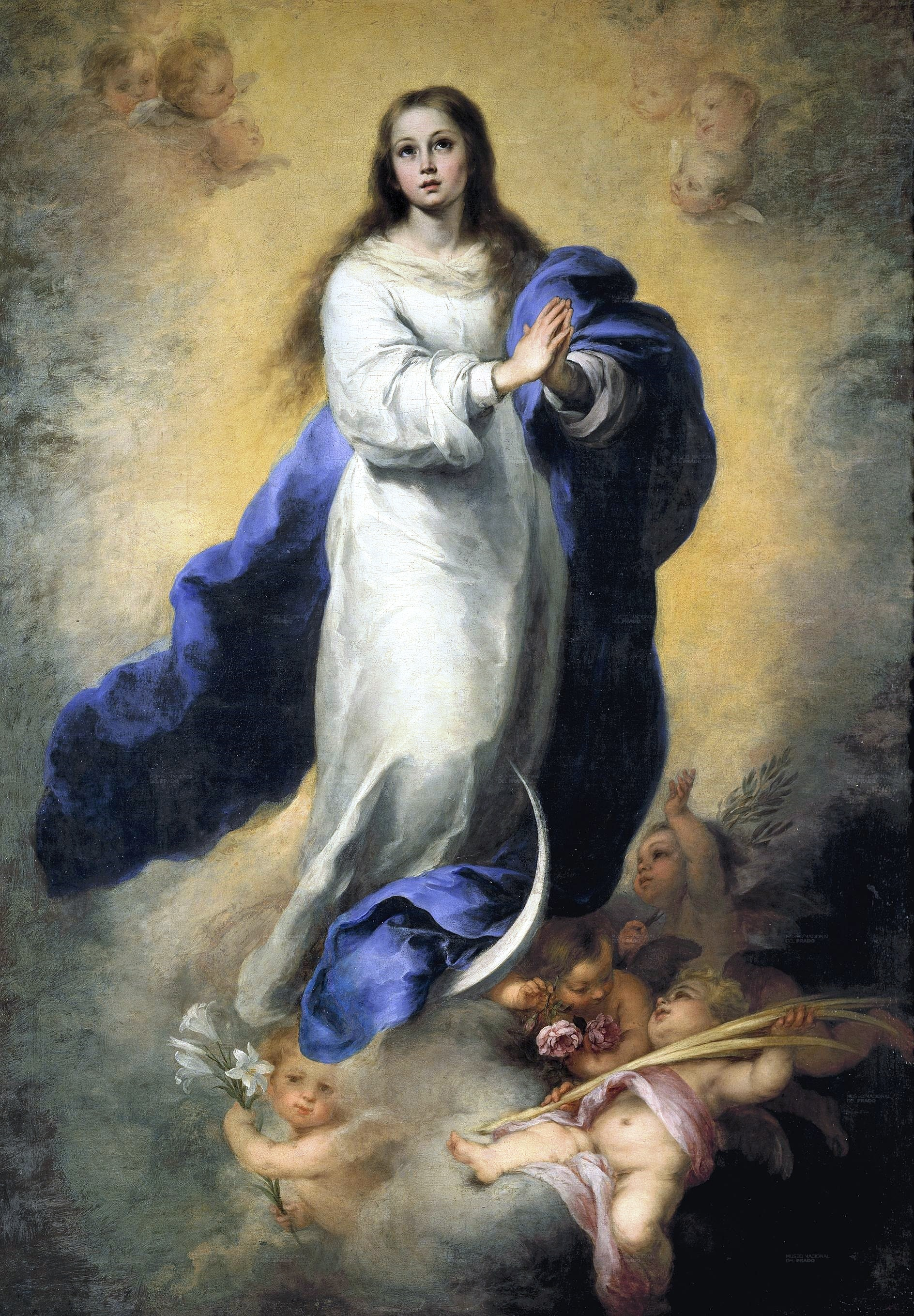
La Inmaculada del Escorial, de Bartolomé Esteban Murillo. (Museo del Prado, Madrid).

Muchas instituciones españolas, como universidades (la de Salamanca desde 1218), colegios profesionales y cofradías, exigían a sus miembros la adhesión a la Purísima. La insistencia de los teólogos españoles consiguió que en Trento se excluye expresamente a la Virgen del decreto sobre el pecado original.
En 1760, el papa Clemente XIII proclamó a la Inmaculada como Patrona Universal de los Reinos de España e Indias mediante la bula Quantum Ornamenti.
El Dogma de la Inmaculada Concepción fue declarado por el papa Pío IX con la bula Ineffabilis Deus en 1854. España ya celebraba sin embargo a la Inmaculada como patrona y protectora desde hacía siglos (véase por ejemplo el Milagro de Empel de 1585). Precisamente por el papel de la Iglesia española en defensa del Dogma, la Santa Sede concedió a los sacerdotes españoles el privilegio de vestir la casulla azul celeste cada 8 de diciembre.
El 8 de diciembre de 1857, en la inauguración de un monumento a la Inmaculada en la Plaza de España de Roma, al bendecir la imagen, Pío IX declaró:
Fue España la nación que trabajó más que ninguna otra para que amaneciera el día de la proclamación del dogma de la Inmaculada Concepción de la Virgen María.

### Santos, mártires y congregaciones religiosas
De los cerca de siete mil Santos y Beatos canonizados y beatificados por la Iglesia Católica e inscritos en el Martirologio Romano de 2005, más de 747 son Españoles. España es en consecuencia el país con el mayor número de personas canonizadas del mundo, haciendo de la nación Tierra de Santos.

Entre ellos se encuentran Isidro Labrador y María de la Cabeza, Isidoro de Sevilla, Ignacio de Loyola, Francisco de Javier, Teresa de Jesús, Juan de Ávila, Juan de la Cruz, Domingo de Guzmán, Ángela de la Cruz, Isabel de Aragón, Fernando III de Castilla, Vicente Ferrer, Eulalia, José de Calasanz, Junípero Serra y otros muchos.
Quien a Dios tiene, nada le falta. Solo Dios, basta.

Teresa de Ahumada (Santa Teresa de Jesús)
De los más de 10.000 personas asesinadas durante la persecución religiosa acaecida en España en los siglos XIX y especialmente XX, cerca de 2.000 han sido elevadas a los altares.
Numerosas congregaciones y órdenes religiosas han sido fundadas por Españoles. Ejemplos de ello son los Mercedarios, la Compañía de Jesús, los Dominicos, la Orden Descalza de Nuestra Señora del Monte Carmelo, la Orden de San Jerónimo, la Orden de los clérigos regulares pobres de la Madre de Dios de las Escuelas Pías o los Misioneros Hijos del Inmaculado Corazón de María.

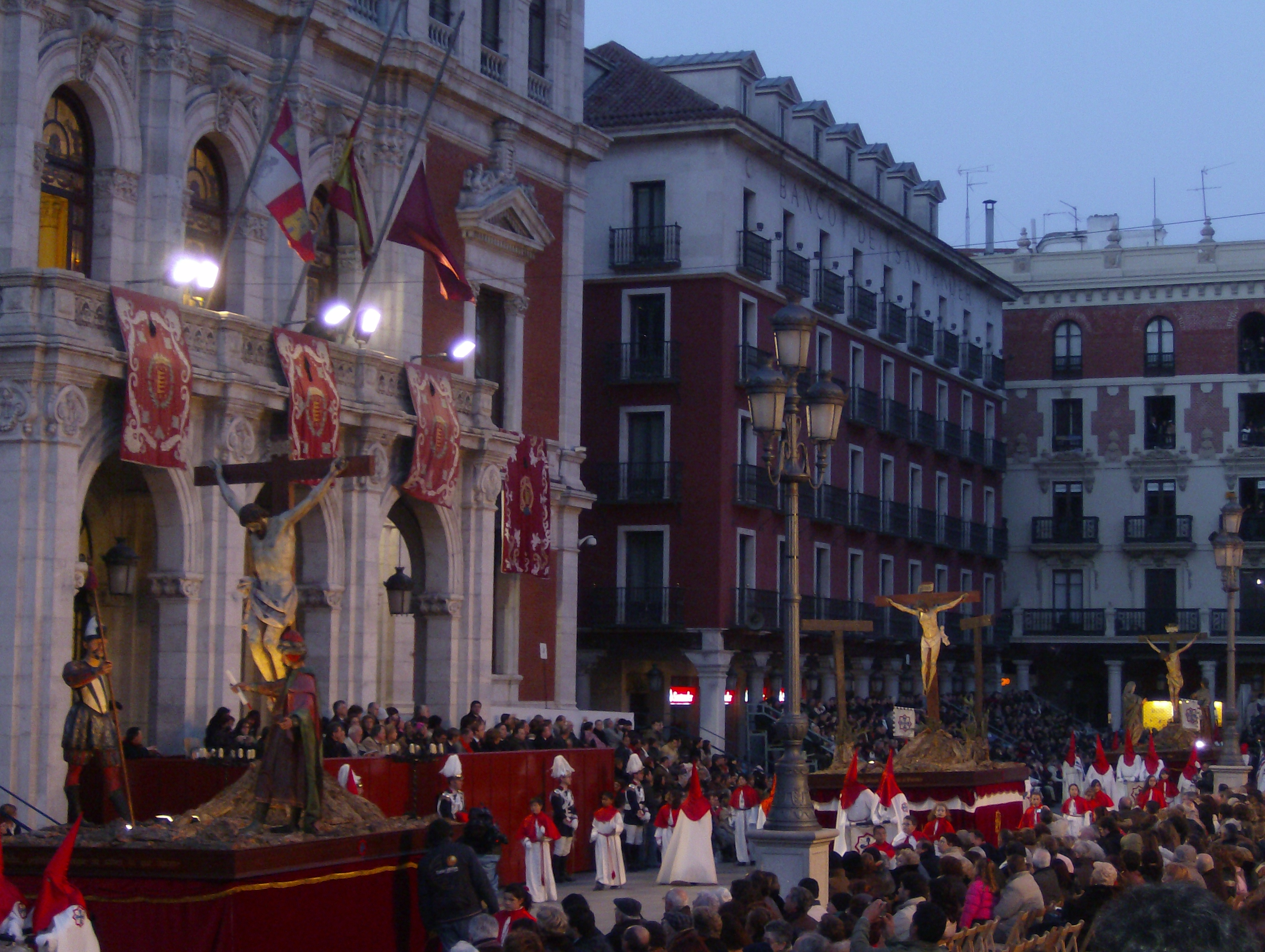
Procesión por la Plaza Mayor de Valladolid, durante la Procesión General del Viernes Santo.

### Expresiones místicas y culturales
España es uno de los países donde la Pascua se ha vuelto más memorable y respetada (véase por ejemplo la Semana Santa de Sevilla). El culto a las imágenes prescrito en el segundo Concilio de Nicea celebrado en el año 787 ha permitido el florecimiento de la Semana Santa española.
Otras expresiones históricas de la tradición religiosa Española se muestran en Siglo de Oro del arte sacro, las procesiones del Corpus Christi, el Detente, la Peregrinación a Santiago de Compostela y otras muchas grandes obras de tipo arquitectónico, culinario, poético o musical. 

## Reconocimientos

### Santa Sede

#### Nihil Est de 1447
Nihil Est pronunciado por el Papa Pío II a los embajadores del rey Alfonso en 1447:
Porque España, la más noble patria, de donde sois vosotros, suele daros siempre hombres esforzados y valerosos de la Sede Apostólica y del imperio, como lo revelan los hechos de Dámaso y Teodosio, por los cuales pensamos que no sois en modo alguno menos [...]

#### Dilectissima nobis
Dilectissima Nobis ("Nuestra Favorita") es una encíclica de Pío XI, datada el 3 de junio de 1933, publicada en la Acta Apostolicae Sedis (vol. XXV, pp. 261-287) en latín y en castellano, trata sobre la injusta situación creada a la Iglesia católica en España.
Siempre Nos fue sumamente amada la noble Nación Española por sus insignes méritos para con la Fe Católica y la civilización cristiana, por la tradicional y ardentísima devoción a esta Santa Sede Apostólica y por sus grandes instituciones y obras de apostolado, pues ha sido madre fecunda de Santos, de Misioneros y de Fundadores de ínclitas Órdenes Religiosas, gloria y sostén de la Iglesia de Dios.
Y precisamente porque la gloria de España está tan íntimamente unida con la religión Católica, Nos sentimos doblemente apenados al presenciar las deplorables tentativas, que, de un tiempo a esta parte, se están reiterando para arrancar a esta Nación a Nos tan querida, con la fe tradicional, los más bellos títulos de nacional grandeza.

Inicio de la encíclica

#### Divini Redemptoris
Encíclica de Pío XI sobre el ateísmo y el comunismo en 1937:
Aun cuando el azote del Comunismo no ha tenido aún tiempo de ejercer con plenitud sus lógicos efectos, como lo testimonia Nuestra querida España, ha encontrado, ¡ay!, compensación en la violencia más feroz de su ataque.

#### Spagna Apor
El rico terruño español —como lo llamara Pío XII en su radiomensaje a los fieles españoles el 18 de noviembre de 1945—, fue el origen de «la epopeya gigante con que España rompió los viejos límites del mundo conocido, descubrió un continente nuevo y lo evangelizó para Cristo».

#### Otras referencias
Juan Pablo II tuvo en sus visitas a España varias referencias a la Tierra de María, por ejemplo la siguiente en su discurso en la Plaza de Colón de Madrid:
Os llevo a todos en mi corazón, hasta siempre España, tierra de María Santísima

### Otras menciones
- Discurso de Bernardino López de Carvajal ante la Curia romana en 1493.[35]
- Miguel Puigruli (1814): Centinela de la patria en Reus.[36]
- Antonio Benavides y Fernández de Benavente en Las Cortes en 1844.[37]
- José Canga de Argüelles (1858): Tribulaciones de la Igleisia de España durante los años de 1854, 55 y 56: Las Protestas de Fe.[38]
- Isabel II, según recoge Ramón Buldú: Historia de la iglesia de España desde la predicación de los apóstoles hasta el año 1856.[39]
- Basilio Sebastián Castellanos de Losada (1856): Álbum de azara.[40]
- Emilio Castelar (1865): La Civilización en los cinco primeros siglos del cristianismo.[41]
- Arzobispo Antonio María Clarel y Clará en un mensaje del Papa a los Reyes de España en 1868.[42]
- Despacho N.º 6529 de Tedeschini a Pacelli, 30 de enero de 1934.[43]
- Carta de Monseñor Antoniutti al Cardenal Gomá del 10 de enero de 1938 para comunicarle que el Pontífice ha prorrogado el año santo compostelano hasta el 31 de diciembre.[44]
- Escrivá en una carta fechada en 1958.[45]

## Enlaces de interés
- Santiago de Compostela
- ¡Santiago y cierra, España!
- Conversión de Recaredo
- Reconquista
- San Fernando III de Castilla
- Imperator totius Hispaniae
- Reyes Católicos
- Contrarreforma
- Dogma de la Inmaculada Concepción
- Historia del cristianismo en España
- Unidad Católica de España